# Harpreet Singh
Harpreet Singh (7 de febrero de 1993), es un luchador indio de lucha grecorromana. Compitió en dos campeonatos mundiales consiguiendo un 20.º puesto en 2015. Logró un séptimo puesto en los Juegos Asiáticos de 2014. Conquistó una medalla de bronce en Campeonato Asiático de 2016.  